# 12008 Kandrup
12008 Kandrup este un asteroid care intersectează orbita planetei Marte.

## Descriere
12008 Kandrup este un asteroid care intersectează orbita planetei Marte. Asteroidul prezintă o orbită caracterizată de o semiaxă mare de 2,00 ua, o excentricitate de 0,32 și o înclinație de 29,7° în raport cu ecliptica.